# Побутова наукова фантастика

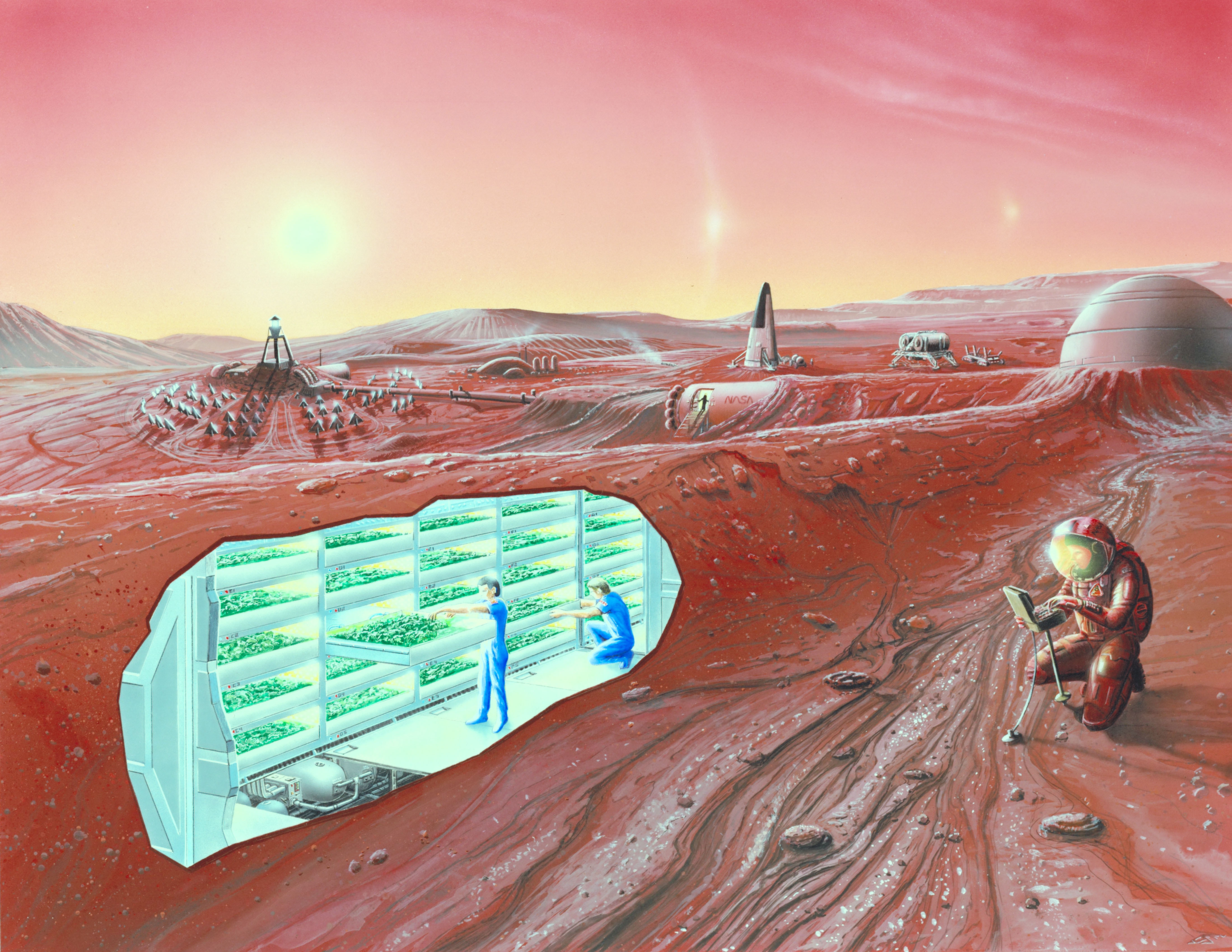
Зображення художником вигаданої колонії Марса з сонячними батареями та підземними оранжереями. Зображення космічних подорожей у Сонячній системі вважаються прихильниками світської наукової фантастики прийнятними, оскільки це правдоподібно в рамках сучасних технологій.

Побутова наукова фантастика (MSF) — це нішева літературна течія в рамках наукової фантастики, яка розвинулась на початку 2000-х років із принципами, закріпленими в «Мунден Маніфесті» у 2004 році, підписаному автором Джеффом Райманом і «The Clarion West 2004 Class». Рух пропонує «земну наукову фантастику» як власний піджанр наукової фантастики, яка зазвичай характеризується тим, що відбувається на Землі або в межах Сонячної системи ; відсутність міжзоряних подорожей, міжгалактичних подорожей або контактів людини з інопланетянами ; і правдоподібне використання технологій і науки, які існують на момент написання історії, або правдоподібне розширення існуючих технологій. Існують дебати щодо меж MSF і щодо того, які твори можна вважати канонічними. Руді Ракер зазначив подібність MSF до жорсткої наукової фантастики, а Річ Келвін вказав на подібність MSF до кіберпанку . Деякі коментатори визначили науково-фантастичні фільми та телевізійні серіали, які втілюють етос MSF щодо реалізму найближчого майбутнього.
ПНФ отримав неоднозначний прийом у спільноті наукової фантастики. Хоча деякі автори наукової фантастики захищали запропонований піджанр, інші стверджували, що ПНФ суперечить давній творчій традиції наукової фантастики, або сумнівалися в необхідності нового піджанру.

## Історія та походження

### Мунден Маніфест
Рух ПНФ, який був натхненний ідеєю комп'ютерного програміста Джуліана Тодда, був заснований у 2004 році під час семінару Clarion романістом Джеффом Райманом серед інших. Вірування руху пізніше були кодифіковані як Побутовий маніфест. Автори Маніфесту заявили, що вони «розлючені й потребують жорсткого пояса дисципліни, щоб стримати наші фантазійні силуети». Райман і його співробітники вважали, що значна частина наукової фантастики є надто ескапістською, і вони вважали, що розміщення своїх історій у світі, ближчому до нашого, додасть оповіданням більше політичної та соціальної сили. В інтерв'ю Кіта Ріда з Райманом у 2004 році говориться, що «молоді письменники вирішили обмежитися найбільш вірогідним майбутнім. Це означало зіткнутися з тим, що, як ми знаємо, настане, мати справу з цим і уявити хороше майбутнє, яке ймовірне». Райман пояснив Маніфест ПНФ у своїй промові на конвенції наукової фантастики BORÉAL у 2007 році в Монреалі. Райман стверджує, що Маніфест ПНФ був «жартом» і не мав на меті бути «серйозною» заявою. Автори маніфесту ПНФ, окрім Раймана, анонімні.

### Рухи-попередники: 1930–1970-ті роки
Ліза Яшек стверджує, що на початку 1930-х років редактор Емейзін сторіз, вчений і науковий журналіст Т. О'Конор Слоун, написав «„земна наукова фантастика“ ще до того, як цей термін існував, і він заборонив подорожі швидше за світло з науково-фантастичних оповідань» в журналі, тому письменники почали використовувати «розповіді снів … як спосіб подорожувати в часі, просторі та часі». Наталія Криницька стверджує, що в 1940-х і 1950-х роках у радянській літературі був жанр, який називався «фантастикою найближчого майбутнього». Описуючи контекст появи ПНФ, Крістофер Кокінос цитує Кріса Накашіму-Брауна, який зазначає, що значна частина наукової фантастики містить фантазії про втечу від наукової реальності: «втеча від ледве помітного нігілістичного панування розуму на Заході після Просвітництва, у загальний незв'язаний юнгіанський Діснейленд…». Він стверджує, що в золоту добу наукової фантастики домінували важкі історії про космічні опери, «м'яка проза» та «формули планетарних романів, убер- роботів і холодних рівнянь». Він також зазначає, що письменник-фантаст Томас Діш так само висловив думку, що перевага слабким, неправдоподібним зображенням науки в науковій фантастиці є «американським аспектом нашої культури, що любить брехню», яку читачі використовують для ескапізму. Однак деякі письменники Золотого віку, такі як Теодор Стерджен, Філіп Хосе Фармер і Рей Бредбері, виходили за межі цих формул і розробляли характери та історії з нюансами.
Далі Кокінос стверджує, що в 1960-х роках різні автори започаткували Нову хвилю наукової фантастики, коли «стилістичне експериментування» в написанні та нові теми означали менше формул і кліше. Автори мали глибокий «скептицизм щодо науки та технологій», і було дослідження «внутрішнього простору» (Джеймс Баллард), «феміністської …критики та екології» («Дюна» Френка Герберта). Подібним чином, Телевізійний критик BBC Г'ю Монтгомері зазначає, що Джеймс Баллард вважав, що Золотий вік зосереджувався на передових міжзоряних космічних кораблях «клішованою і непросвітницькою», вважаючи за краще писати історії про людські «наступні п'ять хвилин» і «недалеке майбутнє», яке «яке одразу ж впізнається нами, але незмінно з досить неприємним поворотом або трьома».
У есе Деймона Найта під назвою «До побачення, Генрі Дж. Косткос, до побачення» з семінару Clarion II 1972 року він критикує «стару гвардію» наукової фантастики, включаючи космічні опери та історії про подорожі між зірками та колонізацію космосу. Найт стверджує, що «[було б], можливо, краще залишитися на цій планеті, трохи очистити її та зменшити нашу кількість до якоїсь розумної цифри».

### 1990–2000-ті роки
У книзі Надера Ельхефнаві «Кінець наукової фантастики?» , він цитує книгу Джона Горґана «Кінець науки» 1996 року, в якій стверджується, що наука не досягне нової наукової революції, подібної до минулих революцій, щоб стверджувати, що це може зменшити потенційне використання письменниками наукової фантастики нових наукових відкриттів як джерела. натхнення. Елхефнаві каже, що цей «кінець науки» може бути причиною незацікавленості Раймана та інших у гіпотетичній науці майбутнього, як-от подорожі FTL та їх перехід до ПНФ. Рітч Келвін стверджує, що цілі ПНФ були визначені раніше, ніж соціолог Вейн Брехус у 2000 році, який опублікував «Світовий маніфест», закликаючи до «аналітично цікавих досліджень соціально нецікавого». Він стверджує про необхідність зосередження уваги на «буденному», оскільки «надзвичайне привертає непропорційну теоретичну увагу дослідників», що послаблює розвиток теорії та створює спотворений образ реальності. Він заявив, що сподівається, що гуманітарні науки також зосередяться на повсякденності. Келвін зазначив, що в 2001 році науково-фантастичний веб-сайт Futurismic виступив проти традиційних форм наукової фантастики і натомість закликав дослідити вплив наукових відкриттів на людське суспільство. Futurismic виступає проти «фентезі, жахів і космічної опери, а також позасвітової фантастики, далекого майбутнього, інопланетян, альтернативних історій і подорожей у часі». Футуризм приймає побутову фантастику, «пост-кіберпанкову фантастику, сатиричний/ гонзо -футуризм і реалістичну важку фантастику найближчого майбутнього».
У своїй книжковій рецензії на «Пил» вчений Пол Маколі описав роман Майкла Крайтона «Парк Юрського періоду» 1990 року як приклад побутової наукової фантастики.

## Стиль і дух
ПНФ — це постулований піджанр наукової фантастики:60, який існує між науковою фантастикою та мейнстрімом. Американський науково-фантастичний автор Ненсі Кресс визначає ПНФ як сувору форму жорсткого НФ. Вона заявляє, що «жорстка наукова фантастика має декілька різновидів, починаючи з дійсно жорсткого, який жодним чином не відхиляється від відомих наукових принципів у винаході майбутнього»; вона каже, що «це також називається „земським науково-фантастичним мистецтвом“». За Маніфестом, автори ПНФ вважають, що малоймовірно, що інопланетний розум подолає фізичні обмеження міжзоряних подорожей краще, ніж ми. Таким чином, Маніфест уявляє майбутнє на Землі та в межах Сонячної системи. Маніфест стверджує, що аналогічним чином уникають альтернативних всесвітів, паралельних світів, магії та надприродного (включно з телепатією та телекінезом), подорожей у часі та телепортації. ПНФ рідко передбачає міжзоряні подорожі чи спілкування з інопланетною цивілізацією. В етосі ПНФ необґрунтовані припущення про міжзоряні подорожі можуть призвести до ілюзії Всесвіту, багатого планетами, такими ж гостинними для життя, як Земля, що заохочує марнотратне ставлення до достатку на Землі. Таким чином, ПНФ зосереджується на історіях, які відбуваються на або поблизу Землі, з правдоподібним використанням технологій і науки, які існують на момент написання історії або є правдоподібним продовженням існуючих технологій. Роботи ПНФ досліджують такі теми, як розширені геноми, погіршення навколишнього середовища, нанотехнології, квантова механіка, робототехніка та віртуальна реальність. ПНФ стверджує, що описує зміни, які «вже діють», і стверджує, що вони мають «ідеологічне значення».
Межі між запропонованим побутовим піджанром та іншими жанрами, такими як жорстка наукова фантастика, антиутопії чи кіберпанк, не визначені. У ПНФ канонічні твори більш розпливчасті, ніж у кіберпанку. Письменник наукової фантастики Алієт де Бодар сказала в інтерв'ю Nature, що «наукова фантастика перемістилася в мейнстрім разом із вливанням науки в повсякденне життя; таким чином, вона може ризикувати втратити своє дивовижне відчуття, навіть якщо інші вигадані форми запозичують її тропи». У своєму випуску про побутову наукову фантастику британський науково-фантастичний журнал Інтерзона спробував скласти контрольний список тем, які не можна включити, щоб твір вважатися «земним»: подорожі швидше за світло, псіонічні здібності, наноботи, інопланетяни, комп'ютер свідомість, вигідні космічні подорожі, безсмертя, завантаження розуму, телепортація або подорож у часі.

## Медіа

### Прийом і полеміка
У 2007 році письменник-фантаст Руді Ракер, автор Трансреалістичного маніфесту 1983 року, написав у блозі відповідь на Мунден Маніфест. Ракер заявив, що він «воліє продовжувати пошук способів бути все менш і менш приземленим». Він зазначив, що альтернативні всесвіти «досить популярні в сучасній фізиці» і заявив, що, можливо, інші світи існують в інших вимірах. Він зауважив, що письменники-фантасти за межами наукової фантастики використовують історії про подорожі в часі, тому, хоча це неправдоподібно, це варто було б вивчити. Хоча Рукер також відкидав «ескапістські» тенденції НФ і закликав до трансреалізму, він стверджував, що елементи НФ, які прихильники ПНФ відкидають, є «символами архетипічних способів сприйняття», які необхідні в НФ.
У випуску журналу Азімовз сайнс фікшн за березень 2008 року в безперервній колонці «В мережі» письменника Джеймса Патріка Келлі він погодився з багатьма елементами ПНФ. Водночас він задавався питанням: «чим Мунден Маніфест настільки відрізняється від того, що до того часу називали жорсткою науковою фантастикою?». Келлі стверджує, що надто багато його улюблених робіт виходять за межі ПНФ. І Келлі, і Келвін згадують критику британського письменника Єна Мак-Дональда та його фундаментальне заперечення, що багато хорошої наукової фантастики пишеться без будь-якого усвідомлення або потреби в маніфесті. Найл Гаррісон стверджував, що збірка історій ПНФ Інтерзона №216 не містить «переконливих аргументів на користь побутової фантазії». Також у 2008 році Кріс Кокінос описав Побутовий маніфест як антропоцентричний. Він зазначив, що на занепокоєння ПНФ щодо марнотратства достатку Землі впливає «…моральний клімат, який пронизує письменство про природу Північної Америки та Британії», додавши, що ПНФ призначена «скоріше як компас, ніж як химера».
У 2009 році письменниця Кейт МакКінні Маддалена зазначила, що блог ПНФ спочатку використовувався як форум для дебатів про новий піджанр, і що до 2009 року блогери виокремлювали ПНФ з науково-фантастичної літератури та шукали нещодавно опубліковану ПНФ («побутові плями»). Мадделена додала, що назва Раймана ПНФ «тільки відзначає (і заохочує) високу точку в соціальній та екологічній свідомості та сумлінні Сан-Франциско». Також у 2009 році письменниця наукової фантастики Клер Л. Еванс назвала це «суперечливим останнім піджанром», водночас заявивши, що ПНФ є «корисною категорією для вже існуючого жанру наукової фантастики». Еванс не погодився з ПНФ в тому, що це часто були «найдикіші, найменш вірогідні прогнози, які збуваються». Вона також розкритикувала Раймана за неповагу до традиції наукової фантастики створювати пророцтва, впливаючи таким чином на реальне життя, що, за її словами, означає, що він «повністю втрачає суть [наукової фантастики]».
В інтерв'ю 2015 року, коли автора наукової фантастики Скотта Х. Джуха запитали про його погляди на ПНФ у світлі зображення Джухою міжзоряної колонізації в його серії «Срібні кораблі», він сказав, що у нього «дві думки щодо передумов Руху світової наукової фантастики». Джуха каже, що «людина, яка зосереджена на навколишньому середовищі, я вірю, що освоєння космосу і заселення всієї нашої системи призведе до винаходів, які допоможуть управляти ресурсами нашої планети, підвищити ефективність переробки та очистити навколишнє середовище». У той же час Джуча підтримує «припущення наукової фантастики», стверджуючи, що «[хто] міг подумати, що шістдесят чи сімдесят років тому ми висадимося на Місяць або [зараз] плануємо місію на Марс…».

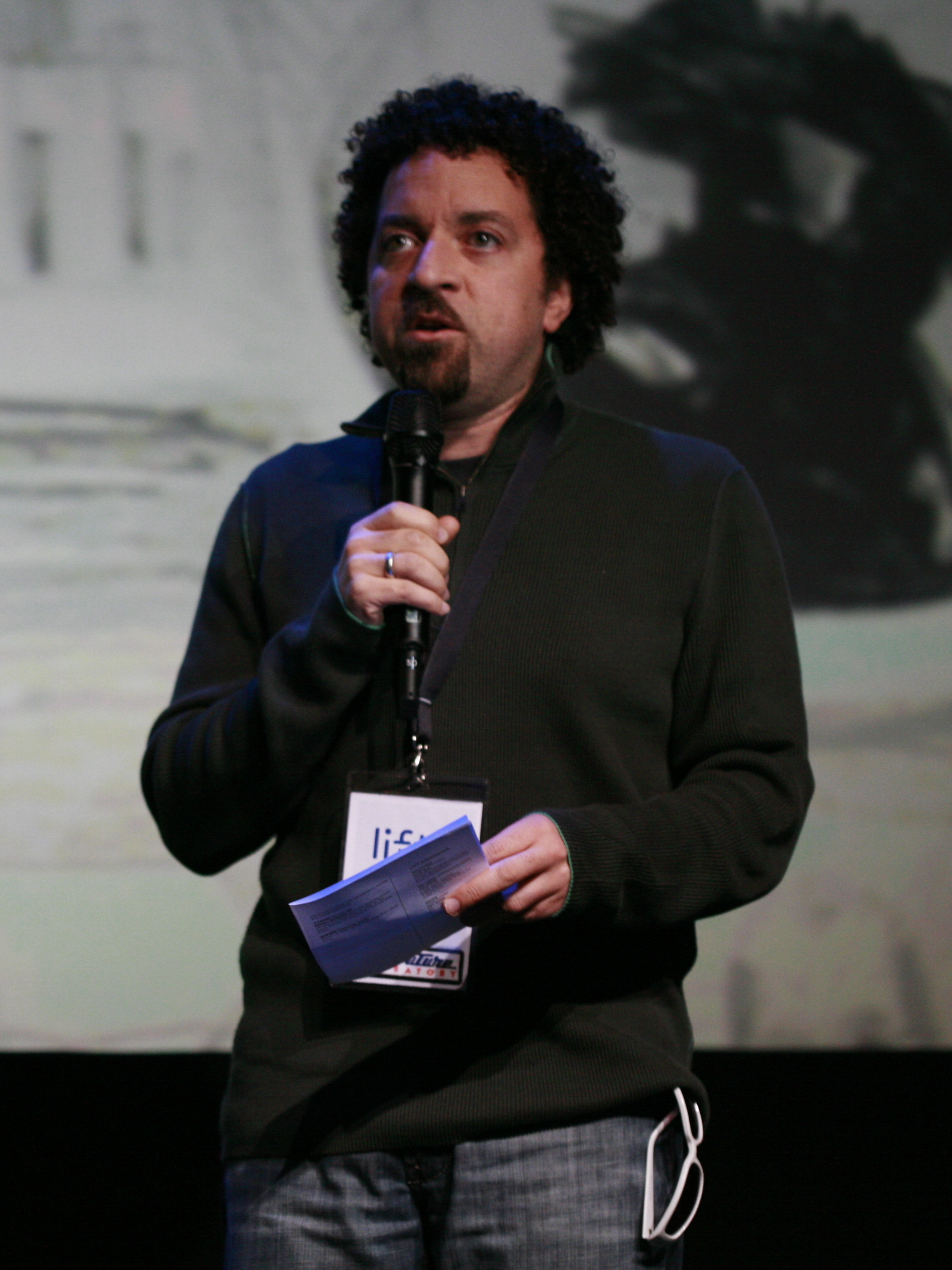
MSF називають протилежністю «дизайнерської фантастики», типу письма, який захищав Джуліан Блікер

Коментар ПНФ продовжувався в 2010-х роках. У 2011 році критик журналу Фантастік вордс розкритикував «дуже вибіркове» використання науки в ПНФ та її депресивний характер. У 2012 році Еммет Бірн і Сюзанна Шувейлер назвали ПНФ Догмою 95 наукової фантастики, посиланням на маніфест реалістичного датського кіно. Бірн і Шаувейлер також назвали ПНФ протилежністю «дизайнерської фантастики», типу письма, який підтримує Джуліан Блікер, який досліджує «симбіотичний зв'язок між науковою фантастикою та науковими фактами», зосереджуючись на конкретному артефакті. Брюс Стерлінг визначає дизайнерську фантастику як «навмисне використання дієтичних прототипів, щоб призупинити недовіру щодо змін». У 2013 році Лінда Наґата відзначила зв'язок між важкою науковою фантастикою та ПНФ, але заявила, що "термін «звичайний» має «наслідок „нудного“»? Для мене цей термін є ще однією маркетинговою катастрофою. Також у 2013 році відділ цифрового мистецтва Нового музею Rhizome опублікував «Маніфест мирського афрофутуризму» Мартіни Сімс, у якому стверджується, що «побутовий афрофутуризм є найкращою лабораторією для побудови світу поза межами імперіалістичного, капіталістичного, білого патріархату». У 2019 році Роджер Лакхерст, професор сучасної літератури Біркбека в Лондонському університеті, заявив, що рух ПНФ був розвинений тому, що письменники не хотіли «…уявляти собі блискуче, важке майбутнє [а [скоріше [ ] дають] відчуття ковзання від однієї версії нашого сьогодення до чогось трохи відчуженого».
У 2013 році Нік Фостер, дизайнер і футуролог з Каліфорнії, надихнувся принципами ПНФ Раймана, щоб запропонувати нову форму промислового дизайну для фільмів у майбутньому під назвою «The Future Mundane». Подібно до того, як ПНФ виступає проти химерних фантазій, «The Future Mundane» Фостера «протилежить переповненим фантазіями світам майбутнього, створеним нашою індустрією [промислового дизайну]». Він складається з проектування повсякденних предметів (наприклад, штопорів і упаковки молока) для фонових персонажів у фільмах; зображуючи технологію як «акретивний простір», де передові технології стоять поруч із запилених старовинними пристроями та інструментами; і технології не повинні працювати безперебійно (вони повинні бути показані зі збоями).
Автор наукової фантастики Август Коул виступає за використання «вигаданого інтелекту» («Вигадка»), який він визначає як «корисну вигадку». Вигадка, концепція, розроблена Коулом у 2015 році, поєднує «написання художньої літератури з інтелектом, щоб уявити майбутні сценарії, засновані на реальності».

### Фільми і телебачення
У 2008 році Крістофер Кокінос заявив, що такі фільми, як «Гаттака» (1997), про суспільство, засноване на генетичному тестуванні та ранжируванні, та «Місяць» (2009), про самотню шахтарську операцію на Місяці, «„відповідають інтересам Побутового маніфесту“ про реалізм найближчого майбутнього, навіть якщо вони безпосередньо не стосуються краси та розбитих сердець Землі». Інші приклади, які навів Кокінос, — «Без солей» (1983) французького режисера Кріса Маркера та фільм «Діти людей» (2006), який показує «зворушливий фільм про похмуру Землю недалекого майбутнього».
Рецензент фільму Рік Норвуд стверджує, що «Дружина мандрівника в часі» є «дуже хорошим прикладом» ПНФ.
«Після Янга» — це фільм Коґонади 2021 року про пару, яка купує реалістичного, витонченого андроїда на ім'я Ян, до якого вони ставляться як до члена сім'ї. Ян допомагає доглядати за їх усиновленою китайською дочкою Мікою та виховувати її відповідно до культурних умов. Ян навчає її китайській спадщині та допомагає їй менше хвилюватися про усиновлення. Коли у Янга починаються збої, і його потрібно відвезти в майстерню з ремонту андроїдів, Міка сумує за його емоційною підтримкою. Коли вони дізнаються, що його неможливо виправити, усій родині доводиться змиритися з втратою присутності Янга в їхньому житті. Рецензент Пасти Елайджа Гонсалес стверджує, що привабливість «побутової наукової фантастики» цього фільму полягає в тому, що його «скромний» підхід «зменшує масштаб конфлікту, [так що] відносно звичайні занепокоєння набувають більшого впливу, імітуючи занепокоєння, які ми мати справу тут і зараз». Ґонзалес стверджує, що, «поєднуючи здатність жанру [наукової фантастики] реалізувати широкі технології з точними образами Когоноди, „Після Янга“ доводить, що існує благодатний ґрунт для зворушливої буденної наукової фантастики».
У 2019 році британський телекритик Г'ю Монтґомері визначив телевізійні серіали та фільми ПНФ, дія яких розгортається в найближчому майбутньому та використовує правдоподібні технології; його список включає Чорне дзеркало ; Оповідь служниці (антиутопічна драма, дія якої відбувається в тоталітарній, жінконависницькій теократії); Осмосіс (про додаток для знайомств, який потребує тілесного імплантату для користувачів); Довгіа роки (сімейна драма, дія якої розгортається протягом наступних 15 років у світі, який стикається з екологічними катастрофами); і Діти людські.

### Споріднені жанри
На думку Річа Келвіна, ПНФ поділяє «характеристики з кіберпанком, посткіберпанком і науковою фантастикою найближчого майбутнього». Наприклад, романи Вільяма Гібсона показують урбаністичний світ «недалекого майбутнього», тоді як «Шизматриця» Брюса Стерлінга зображує вплив глобального капіталізму.

## Подальше читання
- Brekhus, Wayne. «A Mundane Manifesto». Journal of Mundane Behavior. 2000. 3 June 2009.
- Kelly, James Patrick. «On the Net: Mundane». Asimov's Science Fiction. 2007. 2 June 2009.
- Knabe, Susan; Pearson, Wendy Gay. «Introduction: Mundane Science Fiction, Harm and Healing the World». Extrapolation (pre-2012); Brownsville Vol. 49, Iss. 2, (Summer 2008): 181—194,179-180.
- Nattermann, Udo. «Mundane Boundaries: Eco-political Elements in Three Science Fiction Stories», ISLE: Interdisciplinary Studies in Literature and Environment, Volume 20, Issue 1, Winter 2013, Pages 112—124, doi:10.1093/isle/ist012.
- Rucker, Rudy. «To Be or Not to Be: Mundane SF.» New York Review of Science Fiction 230 (October 2006): 18–19.